# Gum Nanse
Dans ce nom coréen, le nom de famille, Gum (ou Keum), précède le nom personnel.
Dans ce nom coréen, le nom de famille, Kim, précède le nom personnel.
Gum Nanse, aussi écrit Keum Nan-sae, né en 1947 à Busan est un chef d'orchestre sud-coréen. En 1977, il est le premier Coréen à remporter le concours Herbert von Karajan de direction d'orchestre.

## Biographie
Gum Nanse est né à Busan, la deuxième ville de Corée du Sud. Il étudie la composition musicale à l'Université de Séoul puis la conduite d'orchestre à la Staatlichen Hochschule für Musik und Darstellende Kunst, aujourd'hui rattachée à l'Université des arts de Berlin.

## Carrière musicale
- De 1981 à 1992, il est chef titulaire du KBS Symphony Orchestra.
- En 1998, il fonde l'Orchestre Philharmonique Eurasien [4].
- En 2011, il prend la direction du Hope Windmill Orchestra, un projet de la Croix-Rouge Sud-coréenne, destiné à promouvoir la musique classique occidentale auprès des défecteurs Nord-coréens et des minorités ethniques Sud-coréennes [1].

## Distinctions
Gum reçoit le Sejong Culture Award du Ministère de la Culture de Corée du Sud, en 2011, en reconnaissance de son travail pour l'éducation musicale des communautés défavorisées et rurales.

## Discographie
- Sumi Jo Saeya saeya, Récital de chant coréen et italien.